# Antonio Capuano
Antonio Capuano (* 9. April 1940 in Neapel) ist ein italienischer Filmregisseur und Drehbuchautor.

## Leben
Capuano diplomierte, begeistert von der Malerei, an der Accademia di Belle Arti. Mit dem Beginn der 1990er Jahre begann seine Tätigkeit als Filmregisseur, in der er bis 2010 neun Filme vorlegte, mit denen er nicht nur beim Publikum, sondern auch bei den Kritikern Erfolg hatte: Er wurde 1992 mit dem Nastro d’Argento für seinen erstling Vito e gli altri ausgezeichnet, erhielt 1996 den Giffoni Award, gewann 2005 einen David di Donatello für La guerra di Mario. Dreimal war er für den Goldenen Löwen des Festivals in Venedig nominiert. Bereits zuvor hatte er für das Drehbuch seines Debütfilmes den Premio Salinas erhalten.
Capuano hat einen Lehrstuhl für Szenografie an der Akademie der Schönen Künste, an der er diplomierte.
Daneben arbeitete Capuano auch für das Theater.
In Paolo Sorrentinos Spielfilm The Hand of God (2021) taucht Capuano als Figur (dargestellt von Ciro Capano) auf.

## Filmografie (Auswahl)
- 1991: Vito und die anderen (Vito e gli altri)
- 1996: Pianese Nunzio – 14 im Mai (Pianese Nunzio, quattordici anni in Maggio)
- 1997: I vesuviani (Ko-Regie mit Pappi Corsicato, Stefano Incerti, Antonietta De Lillo, Mario Martone)
- 2001: Luna rossa
- 2005: La guerra di Mario
- 2009: Giallo?
- 2010: L'amore buio